# Новицкий, Мацей

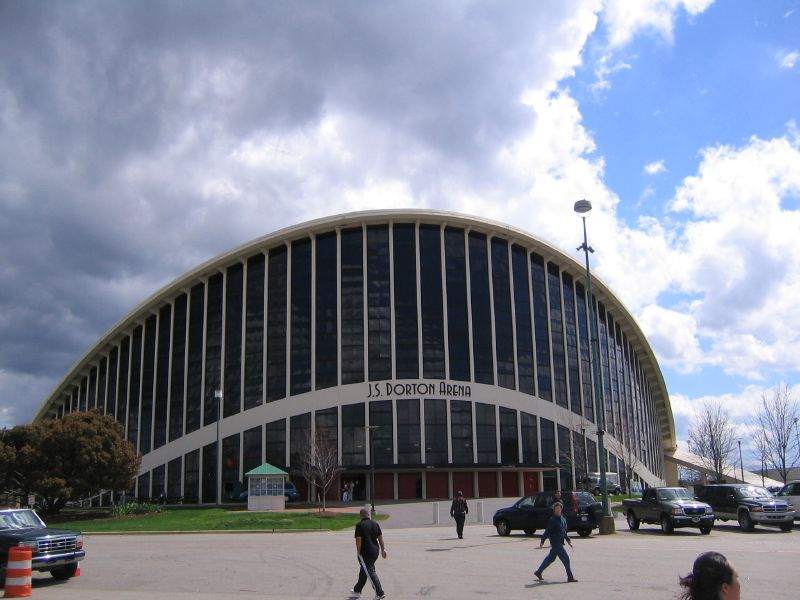
Дортон-Арена в Роли, Северная Каролина, спроектированная Новицки

Мэтью Новицки (англ. Matthew Nowicki) (в Польше известный как Мачей Новицкий — пол. Maciej Nowicki) (26 июня 1910, Чита, Забайкальский край, Российская империя — 1 сентября 1950, Ливийская пустыня, около Вади-Натрун, Египет) — польский архитектор.

## Биография
Новицки был архитектором Дортон-Арены в Роли, Северная Каролина, построенной в 1952 после его смерти. Он был членом команды, работавшей на штаб-квартиру ООН. Был председателем Факультета архитектуры Государственного университета Северной Каролины.
Новицки погиб в катастрофе самолёта Lockheed Constellation компании Trans World Airlines близ Каира, возвращаясь из Индии, где он проектировал новый город Чандигарх.